# Lophiotherium
Il lofioterio (gen. Lophiotherium) è un mammifero perissodattilo estinto, appartenente ai paleoteriidi. Visse tra l'Eocene medio e l'Eocene superiore (circa 40 - 35 milioni di anni fa) e i suoi resti fossili sono stati ritrovati in Europa.

## Descrizione
Questo piccolo animale doveva avere la taglia di un odierno cefalofo (gen. Cephalophus), e tra gli animali simili era leggermente più piccolo di Eurohippus. Era caratterizzato da una dentatura fortemente bunodonte, simile a quella dei suidi, con i sei denticoli dei molari molto separati fra loro; i molari erano più larghi che lunghi. Il parastilo era moderato, mentre il mesostilo era ben marcato. Il protocono e l'ipocono erano subconici, leggermente compressi. Il terzo e il quarto premolare superiore erano fortemente molarizzati. I molari inferiori erano anch'essi dotati di tubercoli labiali leggermente compressi, a tendenza selenodonte. 

## Classificazione
Il genere Lophiotherium venne descritto per la prima volta da Paul Gervais nel 1849, sulla base di resti fossili ritrovati in Francia, nella zona di Euzet-les-Bains, in terreni dell'Eocene superiore; la specie tipo è Lophiotherium cervulum. Altre specie attribuite a questo genere sono L. geiseltalensis della Germania, L. siderolithicum (Eocene medio di Francia, Svizzera e Regno Unito, di dimensioni maggiori rispetto alla specie tipo) e L. robiacense (Eocene medio di Robiac-Nord, Francia). 
Lophiotherium era un membro dei paleoteriidi, un gruppo di mammiferi imparentati con gli equidi e diffusi soprattutto nell'Eocene europeo. In particolare, Lophiotherium doveva essere un membro di una linea iniziata con il ben noto Hyracotherium e specializzatasi verso forme con una dentatura marcatamente bunodonte.

## Paleobiologia
Lophiotherium doveva essere un animale che viveva su terreni morbidi e si nutriva di piante tenere.